# Rada Konsultacyjna przy Przewodniczącym Rady Państwa
Rada Konsultacyjna przy Przewodniczącym Rady Państwa – kolegialny organ doradczy przy przewodniczącym Rady Państwa Polskiej Rzeczypospolitej Ludowej Wojciechu Jaruzelskim, działający w latach 1986–1989.

## Powstanie
Pomysł powołania Rady Konsultacyjnej, początkowo określanej jako Społeczna Rada Konsultacyjna, powstał ze strony ówczesnych władz, na X Zjeździe PZPR w 1986, w ramach dążenia władz do ograniczonej demokratyzacji życia politycznego i uzyskania większej legitymacji dzięki dopuszczeniu czynnika społecznego do wpływu na politykę. Zbiegło się to w czasie z amnestią dla wszystkich więźniów politycznych w lecie 1986. W powołaniu Rady zaangażowana była także strona kościelna, poparcie dla inicjatywy wyraził prymas Polski Józef Glemp, aczkolwiek Kościół oficjalnie nie delegował tam swoich kandydatów.
Radę utworzono 6 grudnia 1986 na spotkaniu w Belwederze. W skład Rady weszło 56 członków, wybranych w założeniu spośród osób o ugruntowanym społecznym lub środowiskowym autorytecie.
Spośród członków Rady 17 należało do PZPR, 2 do ZSL, 1 do Stronnictwa Demokratycznego, 36 było bezpartyjnych, w tym 12 działaczy katolickich i chrześcijańskich. Rozmowy z działaczami „Solidarności” zostały zerwane, ponieważ po utworzeniu Tymczasowej Rady NSZZ „Solidarność” przez Wałęsę, nie mieli szans na wejście w skład Rady Konsultacyjnej.

## Działalność
6 grudnia 1986 miało miejsce pierwsze posiedzenie Rady w Belwederze, z udziałem Wojciecha Jaruzelskiego. Rada nie miała sprecyzowanych kompetencji ani trybu działania, miała być według inauguracyjnego przemówienia Jaruzelskiego forum dyskusji dotyczących spraw społecznych i państwowych, w celu „poszerzania płaszczyzn narodowego współdziałania”, przy założeniu akceptacji niepodważalności Konstytucji PRL, w tym przewodniej roli PZPR i sojuszu z ZSRR.
Przez okres swojego działania, Rada Konsultacyjna nie odegrała znaczącej roli politycznej. Ogółem Rada odbyła 12 posiedzeń, ostatnie 17 lipca 1989, już po zakończeniu obrad Okrągłego Stołu, prowadzących do przełomu ustrojowego, w których głównym partnerem do rozmów dla władzy stała się Solidarność i Kościół. Na ostatnim posiedzeniu większość członków Rady poparła kandydaturę Wojciecha Jaruzelskiego na stanowisko prezydenta PRL.
Dyskusje ze wszystkich posiedzeń Rady opublikowane zostały w całości w dwóch tomach pt. Rada Konsultacyjna przy Przewodniczącym Rady Państwa 1986 – 1989, wyd. Rady Narodowej. Warszawa 1988 i 1990.

## Skład Rady Konsultacyjnej
- Norbert Aleksiewicz (PZPR) – działacz Kółek Rolniczych i PRON
- Julian Marian Auleytner – ekonomista, znawca polityki społecznej
- Władysław Baka (PZPR) – ekonomista, prezes NBP
- Jan Baszkiewicz (PZPR) – historyk
- Witold Benedyktowicz – duchowny Kościoła metodystycznego
- Grzegorz Białkowski – rektor Uniwersytetu Warszawskiego
- Janusz Bieniak – działacz katolicki
- Czesław Bobrowski – ekonomista
- Kazimierz Buchała (PZPR) – sędzia Trybunału Konstytucyjnego, profesor Uniwersytetu Jagiellońskiego
- Zdzisław Cackowski (PZPR) – filozof, rektor UMCS w Lublinie
- Jerzy Chełmiński (PRON)
- Zbigniew Czajkowski (PAX)
- Kazimierz Dejmek – dyrektor Teatru Polskiego w Warszawie
- Józef Andrzej Gierowski – rektor Uniwersytetu Jagiellońskiego
- Maciej Giertych – polityk narodowy, działacz katolicki, profesor PAN
- Aleksander Gieysztor – dyrektor Zamku Królewskiego w Warszawie
- Zbigniew Grabowski (PZPR) – rektor Politechniki Warszawskiej
- Aleksander Grygorowicz – profesor Politechniki Poznańskiej
- Lech Kobyliński (PZPR) – profesor Politechniki Gdańskiej
- Jan Karol Kostrzewski – prezes PAN
- Tadeusz Koszarowski – onkolog
- Marek Kotański – działacz społeczny
- Janusz Kuczyński – profesor Uniwersytetu Warszawskiego
- Jan Kułaj – b. przewodniczący NSZZ Rolników Indywidualnych „Solidarność”
- Stanisław Kwiatkowski (PZPR) – dyrektor CBOS
- Gerard Labuda – wiceprezes PAN
- Manfred Lachs – sędzia Międzynarodowego Trybunału Sprawiedliwości w Hadze
- Witold Lassota (SD) – zastępca przewodniczącego Trybunału Stanu
- Aleksander Legatowicz – działacz katolicki
- Jarema Maciszewski (PZPR) – rektor Akademii Nauk Społecznych
- Jan Meysztowicz (ChSS) – literat
- Lucjan Motyka (PZPR) – wiceprezes ZBoWiD
- Wiesław Myśliwski (ZSL) – pisarz
- Anna Przecławska (PRON)
- Antoni Rajkiewicz (PZPR) – dyrektor Instytutu Pracy i Spraw Socjalnych
- Waldemar Rudnik (PZPR) – dziennikarz
- Zdzisław Sadowski – ekonomista
- Kazimierz Secomski – członek Rady Państwa
- Władysław Siła-Nowicki – adwokat, doradca Solidarności
- Halina Skibniewska – architekt
- Krzysztof Skubiszewski – profesor Uniwersytetu im. Adama Mickiewicza
- Wiesława Staniszewska – działaczka Ligi Kobiet
- Jan Szczepański – socjolog
- Janusz Szosland – przewodniczący Rady Głównej NOT
- Andrzej Święcicki – działacz katolicki
- Eugeniusz Tabaczyński – działacz katolicki
- Jerzy Trela (PZPR) – aktor, rektor PWST w Krakowie
- Andrzej Tymowski – ekonomista
- Janusz Tymowski (PZPR) – honorowy prezes NOT
- Stefan Węgrzyn – profesor Politechniki Śląskiej
- Zbigniew Tadeusz Wierzbicki – profesor UMK Toruń, działacz społeczny
- Ryszard Wojna (PZPR) – dziennikarz
- Janusz Zabłocki – działacz katolicki, dyrektor ODiSS
- Piotr Zaremba (PZPR) – członek rzeczywisty PAN
- Stanisław Zawada – b. członek Komisji Krajowej Solidarności
- Adam Zieliński (PZPR) – prezes NSA